# Iván Romeo
Iván Romeo Abad (Valladolid, 16 augustus 2003) is een Spaanse wielrenner die sinds 2023 voor Movistar Team uitkomt.

## Overwinningen
2020
 Spaans kampioen tijdrijden, Junioren
 Spaans kampioen op de weg, Junioren
2021
Jongerenklassement Ronde van Rhodos
2023
5e etappe Ronde van de Toekomst*
 Europees kampioen op de weg, beloften
2024
 Wereldkampioen tijdrijden, beloften
2025
3e etappe Ronde van Valencia
Jongerenklassement Ronde van de VAE
3e etappe Critérium du Dauphiné
 Spaans kampioen op de weg, elite
*Namens zijn land Spanje

## Resultaten in voornaamste wedstrijden
| Jaar | Ronde van Italië | Ronde van Frankrijk | Ronde van Spanje |
| ---- | ---------------- | ------------------- | ---------------- |
| 2023 |                  |                     |                  |
| 2024 |                  |                     |                  |
| 2025 |                  | 107e                |                  |

| Jaar | Gent-Wevelgem | Ronde van Vlaanderen | Parijs-Roubaix | Luik-Bast.‑Luik | Strade Bianche | Clásica San Sebastián | Waalse Pijl |
| ---- | ------------- | -------------------- | -------------- | --------------- | -------------- | --------------------- | ----------- |
| 2023 | opgave        | opgave               | opgave         |                 | opgave         | 79e                   |             |
| 2024 |               |                      |                | opgave          |                | 38e                   | opgave      |
| 2025 | opgave        |                      |                |                 |                |                       |             |

#### Resultaten in kleinere rondes
| Jaar | Tour Down Under | UAE Tour | Parijs-Nice | Ronde van Romandië | Critérium du Dauphiné | Renewi Tour |
| ---- | --------------- | -------- | ----------- | ------------------ | --------------------- | ----------- |
| 2023 | 41e             |          |             | 102e               |                       |             |
| 2024 |                 | 26e      |             |                    |                       | 44e         |
| 2025 |                 | 4e       | 21e         |                    | (1)                   |             |

## Ploegen
- 2022 –  Hagens Berman Axeon
- 2023 –  Movistar Team
- 2024 –  Movistar Team
- 2025 –  Movistar Team

Aranburu · Arcas · Barta · Erviti · García · Gaviria · González · Guerreiro · Hollmann · Izagirre · Jacobs · Jorgenson · Kanter · Lazkano · E. Mas · L. Mas · Mühlberger · Norsgaard · Oliveira · Pedrero · Rangel Costa · Rodríguez · Rojas · Romeo · Rubio · Samitier · Serrano · Sosa · Torres · Verona
Aranburu · Arcas · Barrenetxea · Barta · Canal · Cavagna · Cimolai · Formolo · García · Gaviria · Guerreiro · Jacobs · Lazkano · Mas · Milesi · Moro · Mühlberger · Norsgaard · Oliveira · Pedrero · Quintana · Rangel Costa (tot 19/8) · Romeo · Romo · Rubio · Samitier · Serrano · Sosa · Torres